# Kurt Bernard
Kurt Robert Bernard Simpson (* 8. Dezember 1977 in Puerto Limón) ist ein costa-ricanischer Fußballspieler.
Bernard begann seine Fußballkarriere in seiner Heimat Puerto Limón. In seiner Zeit beim costa-ricanischen Zweitligisten AD Limonense zog er sich 2000 bei einem Autounfall eine schwere Fußverletzung zu. Vor die Entscheidung gestellt, im Fußball Karriere zu machen oder aufzuhören, kämpfte er sich wieder ins Team zurück und wechselte 2002 zum Vizemeister AD Santos aus Guapilés in die erste Liga. Nach zwei Jahren bei Santos und einem weiteren Jahr beim CS Herediano schloss sich der Torjäger 2005 dem Puntarenas FC an. 2005/06 wurde eine Überraschungssaison für das Team, was auch an den 22 Toren von Kurt Bernard lag. Puntarenas wurde Vizemeister und er selbst Torschützenkönig.
Dieser Erfolg verhalf ihm auch zu seinen ersten Einsätzen in der costa-ricanischen Nationalmannschaft in der Vorbereitung auf die Fußball-Weltmeisterschaft 2006 in Deutschland. Als Ersatz im Sturm wurde er für das Aufgebot Costa Ricas nominiert.

## Statistik
Stationen
- Juegos Nacionales de Limón
- AD Limonense (bis 2002)
- AD Santos de Guapilés (2002 bis 2004)
- CS Herediano (2004/05)
- Deportivo Municipal Puntarenas FC (seit 2005)

Titel / Erfolge
- Costa-ricanischer Vize-Meister: 2005 (Puntarenas)

Einsätze (Stand 4. Juni 2006)
- 3 Einsätze für die costa-ricanische Nationalmannschaft